# Ruby Wong
Ruby Wong Cheuk-ling (4 luglio 1971) è un'attrice e modella hongkonghese.

## Biografia
L'attrice inizia a muovere i primi passi nell'industria cinematografica con piccole parti secondarie in film di successo della New Wave hongkonghese, come Rouge di Stanley Kwan.
Tra il 1995 e il 1997 prende parte a numerose pubblicità per Nestlé Coffee, Bausch & Lomb, Hutchison Communications, Hong Kong Telecom, American Express, ecc. Questa fase della sua carriera le permette di farsi notare dal potente regista-produttore hongkonghese Johnnie To, che la vuole attrice-feticcio per alcuni film di grande successo critico e commerciale.
Dotata di bellezza e temperamento austeri, Ruby Wong si è rivelata volto funzionale per ruoli femminili forti, tra cui numerosi agenti di polizia. Nel 1997 è stata nominata per il premio al miglior esordiente agli Hong Kong Film Awards per Lifeline di Johnnie To, dove ha recitato il ruolo dell'acerba ma volenterosa tirocinante dei vigili del fuoco. L'anno successivo è la tosta e sentimentalmente combattuta poliziotta Macy in Expect The Unexpected di Patrick Yau (co-diretto da Johnnie To), memorabile e inquietante poliziesco che mescola il melò, la commedia romantica con l'hard-boiled più truculento. Nel 1999 partecipa all'hollywoodiano Anna and the King, impersonando una concubina del re di Thailandia interpretato da Chow Yun-fat.
I primi anni Duemila la vedono apparire in decine di film e programmi tv. Nel 2000 è la tormentata fidanzata di uno psicopatico Leslie Cheung in Double Tap, mentre nel 2003 Johnnie To la vuole implacabile supervisore del CID in abiti alla moda per il suo capolavoro PTU. 
Nel 2005, Ruby Wong si ritira ufficialmente dallo show-biz dopo il suo matrimonio con l'uomo d'affari Yu Yongzhuo.

## Filmografia parziale
- Rouge, regia di Stanley Kwan (1987)
- Lifeline, regia di Johnnie To (1997)
- Tamagotchi, regia di Wellson Chin (1997)
- Expect The Unexpected, regia di Patrick Yau e Johnnie To (1998)
- Where a Good Man Goes, regia di Johnnie To (1999)
- Running Out of Time, regia di Johnnie To (1999)
- Anna and the King, regia di Andy Tennant (1999)
- Double Tap - Doppio tiro, regia di Law Chi-Leung (2000)
- Running Out of Time 2, regia di Johnnie To (2001)
- PTU, regia di Johnnie To (2003)
- Looking for Mister Perfect, regia di Ringo Lam (2003)
- Infernal Mission, regia di Chan Man-Luen (2004)